# ریچل بری
ریچل باربارا بری (به انگلیسی: Rachel Barbra Berry) یک شخصیت خیالی و به طور غیررسمی شخصیت اصلی زن سریال موزیکال کمدی-درام شبکه رسانه‌ای فاکس یعنی گلی است. این شخصیت توسط لی میشل بازی می‌شود و اولین حضور ان از قسمت پایلوت (قسمت اول) از فصل اول بود که در ۱۹ مه ۲۰۰۹ پخش شد.
لی میشل برای ایفای نقش ریچل بری نامزد جایزه شصت و دومین دوره جایزه‌های امی برای برنامه‌های تلویزیونی سر شب , و جایزه گلدن گلوب در شصت و هفتمین مراسم گلدن گلوب و شصت و هشتمین مراسم گلدن گلوب شد.

## داستان
ریچل بری یک دختر معمولی است که لیما، اهایو زندگی می‌کند و دو پدر همجنس‌گرا دارد. الگوی وی باربارا استریسند است و تمام تلاش وی رسیدن به نیادا است. او دوست نزدیک کرت هامل است و مدتی با جسی سنت جیمز رابطه داشته اما با فین هادسون نامزد کرده‌است.

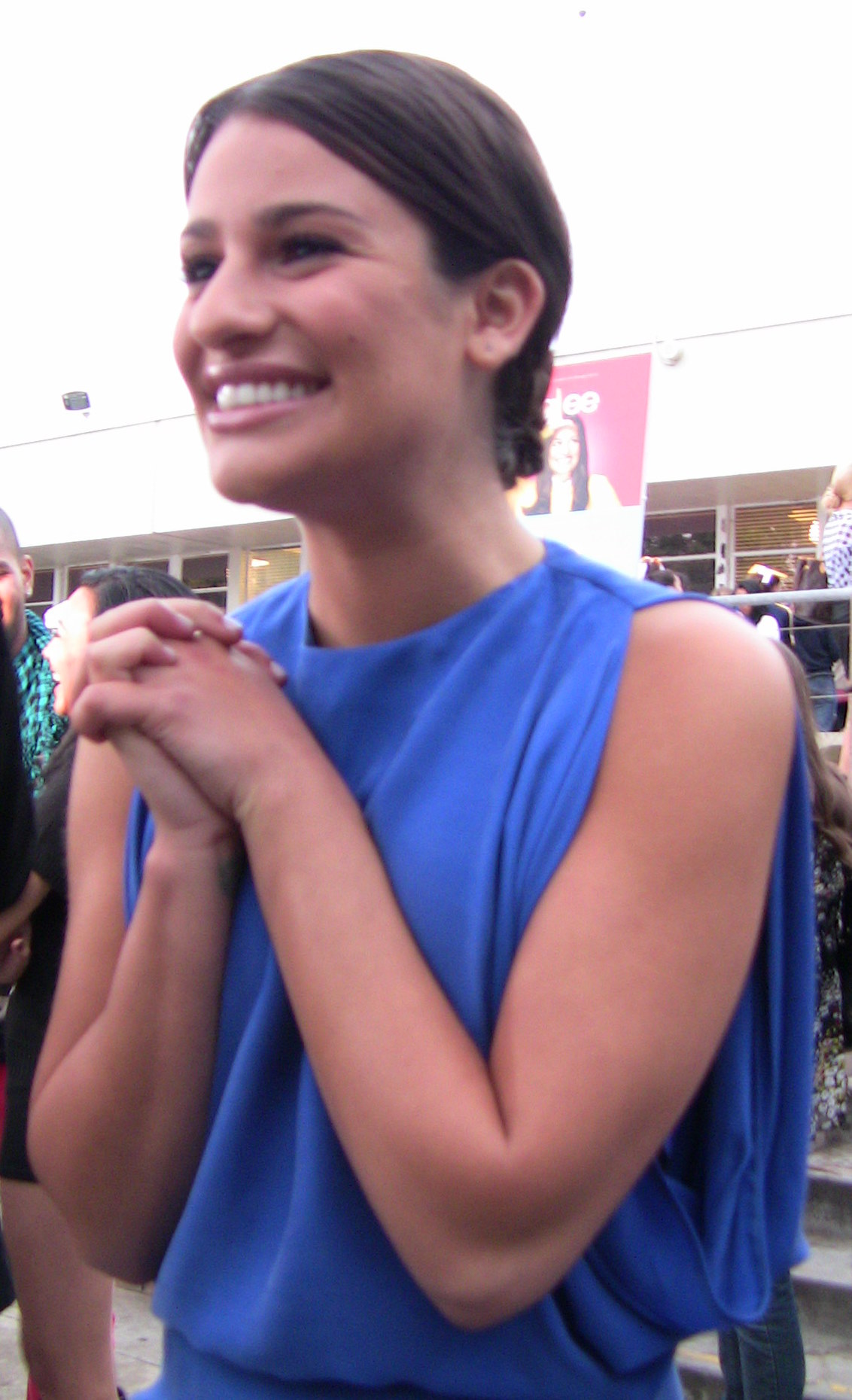
تعدادی از ترانه‌ها به صورت تک‌آهنگ منتشر شده است.